# Malen oder Lieben
Malen oder Lieben (Originaltitel: Peindre ou faire l’amour) ist eine französische Filmkomödie aus dem Jahr 2005. Regie führten Arnaud Larrieu und Jean-Marie Larrieu, die auch das Drehbuch schrieben.

## Handlung
William Lasserre ist pensionierter Meteorologe, seine Frau Madeleine arbeitet in der Immobilienbranche. Die seit Jahrzehnten verheirateten Eheleute haben eine Tochter, die erwachsen wird und das Elternhaus verlässt. Madeleine verbringt ihre Freizeit mit Malen.
Die Eheleute ziehen in ein altes Bauerngehöft aufs Land. Dort lernen sie den blinden Lokalpolitiker Adam und dessen Frau Eva kennen, mit denen sie sich anfreunden. Nach einem Brand in ihrem Haus ziehen Adam und Eva in das Haus der Lasserres. Es kommt zu erotischen Begegnungen und zum Partnertausch. Adam und Eva wandern schließlich in die Südsee aus. William und Madeleine wollen nachkommen, doch beim Versuch, ihr Haus zu verkaufen, lernen sie ein Ehepaar kennen, mit dem es ebenfalls zum Partnertausch kommt.

## Kritiken
„Der leichthändig inszenierte Film feiert sexuelle Freizügigkeit sowie den nie enden wollenden Fluss des Verlangens, wobei er seine frivole Geschichte in dezenten Bildern erzählt. Eine typisch französische Komödie mit einem überzeugenden Darstellerpaar, das seine späte Aufgeregtheit nuanciert vermittelt.“

„‚Partnertausch‘ wäre ein viel zu technischer Begriff, um den Vorgang zu beschreiben, von dem Malen oder Lieben mit zärtlichem Witz erzählt. [Den] Brüder[n] Arnaud und Jean-Marie Larrieu, die Regie geführt haben, geht es keineswegs um den Tabubruch. Sie schlachten ihr Thema nicht spekulativ aus. Ihre Figuren sind keine rammelnden Swinger, die im Aufbegehren gegen die Norm den Kick finden, der ihre Beziehung am Laufen hält. Die unkonventionelle Körperlichkeit ist vielmehr Ausdruck einer Freiheit, die sich einstellt, weil ihre Zuneigung unangreifbar geworden ist. Die Protagonisten gehen nicht nur unversehrt, sondern gestärkt aus der freien Liebe hervor.“

„Mit einer gehörigen Prise trockenem Humor liefern die Brüder Larrieu eine wunderbare Beziehungskomödie zwischen denkbarem Alltag und Utopie. Hier entwerfen die Filmemacher sozusagen ein Gegenstück zu Chabrols Werken, in denen hinter der bürgerlichen Fassade nur stets das Böse lauerte. Mit tollen Darstellern, witzigen Dialogen, einer feinen Prise Ironie und natürlich auch mit packender Erotik entstand so ein typisch französischer Film, der mit dem Thema Sex recht locker umzugehen weiß.“

Das US-amerikanische Unterhaltungsmagazin Variety schreibt, der Film sei eine „fantasiereiche Erzählung“ über die dünne Linie zwischen Langeweile und „hemmungsloser Sensualität“. Die Geschichte sei „gerissen“ erzählt und die Vornamen Adam und Eva nicht zufällig gewählt.

## Auszeichnungen
Der Film war 2005 in Cannes für die Goldene Palme nominiert.

## Hintergründe
Die Dreharbeiten fanden in Grenoble und in Vercors (Département Isère) statt. Der Weltpremiere am 18. Mai 2005 auf den Internationalen Filmfestspielen von Cannes folgten zahlreiche weitere Filmfestivals. Der Film kam am 15. Juni 2006 in die deutschen und die österreichischen Kinos.